# Barão de Gabe de Massarelos
Barão de Gabe de Massarelos é um título nobiliárquico criado por D. Luís I de Portugal, por Decreto de 16 e Carta de 25 de Agosto de 1870, em favor de Ludovico Pedro Gabe de Massarelos.
Titulares
1. Ludovico Pedro Gabe de Massarelos, 1.º Barão de Gabe de Massarelos.